# Serra de São Luiz do Purunã
A serra de São Luiz do Purunã é um acidente geográfico localizado na região dos Campos Gerais do Paraná entre o Primeiro Planalto Paranaense e o Segundo Planalto Paranaense. É o ponto culminante do município de Campo Largo e tem 1270 metros de altitude.